# ألفريدو ماتشادو
ألفريدو ماتشادو (بالبرتغالية: Alfredo Machado) هو سباح برازيلي، ولد في 3 يونيو 1953 في ريو دي جانيرو في البرازيل، وتوفي بنفس المكان في 25 سبتمبر 2012.

## روابط خارجية
- ألفريدو ماتشادو على موقع الاتحاد الدولي للسباحة (الإنجليزية)
- ألفريدو ماتشادو على موقع أوليمبيديا (الإنجليزية)